# Gas Gas SM
Con la sigla SM sono identificate le motociclette prodotte dalla casa motociclistica spagnola Gas Gas e destinate al supermotard, di cui i modelli FSR contraddistinguono le versioni a quattro tempi.
Oltre alla serie SM destinata in particolare alle competizioni, vi è la serie SM Halley maggiormente destinata ad un uso stradistico e dotata di soluzioni tecniche meno esasperate.

## Versioni da competizione
Queste moto derivano dai rispettivi modelli da motocross della serie MC e vengono poi riadattati per il supermotard; durante gli anni di produzione sono stati dotati sia di propulsori a 2 che a 4 tempi.
Questo motociclo viene spesso confuso con il Gas Gas SM Halley, che ha un nome simile, ma non è per uso agonistico e adotta soluzioni diverse, più improntate per l'uso pratico.
Queste moto derivano dai rispettivi modelli da cross e vengono poi riadattati per il supermotard.

### Cilindrate
125
Prodotto dal 2002 al 2007 con motore a due tempi
250
Prodotto dal 2002 al 2006 con motore a due tempi
450
Prodotto dal 2004  con motore a quattro tempi
515
Prodotta dal 2008 con motore a quattro tempi

## Versioni stradali
Questo motociclo viene spesso confuso con il Gas Gas SM, che ha un nome simile, ma che è per uso agonistico e adotta soluzioni diverse, più improntate per l'uso competitivo.

### Cilindrate
50
Prodotta dal 2002 fino al 2005 con motore a due tempi
125
Prodotta dal 2009 con motore a due tempi a lubrificazione separata con pompa elettronica
450
Prodotta dal 2008 con motore a quattro tempi
Si differenzia dal modello da competizione per l'assenza dei parasteli, per il freno a disco anteriore di dimensioni ridotte da 300 a 260 mm e il diverso tipo di parafango.